# دان فورسمان
دان فورسمان (بالإنجليزية: Dan Forsman)‏ هو لاعب غولف أمريكي، ولد في 15 يوليو 1958 في رينلاندر في الولايات المتحدة.

## وصلات خارجية
- دان فورسمان على موقع رابطة لاعبي الغولف المحترفين (الإنجليزية)
- دان فورسمان على موقع رابطة اليابان للاعبي الغولف المحترفين (الإنجليزية)
- دان فورسمان على موقع التصنيف العالمي الرسمي للغولف (الإنجليزية)